# دیوید بروس (میکروبیولوژیست)
سرلشکر سر دیوید بروس یک پاتولوژیست و میکروبیولوژیست اسکاتلندی بود که به بررسی بیماری تب مالت (که بعداً به افتخار او برسلوز نامگذاری شد) و تریپانوزومیاز آفریقایی (نوعی بیماری خواب در انسان) پرداخت. او یک تک یاخته انگلی به نام تریپانوزوما بروسی که از طریق حشرات منتقل می شد را کشف کرد. او در تحقیقاتش به همراه همسر خود به نتایج بسیار مهمی دست یافت.